# Somatina rufitacta
Somatina rufitacta är en fjärilsart som beskrevs av W. Warren 1905. Somatina rufitacta ingår i släktet Somatina och familjen mätare. Inga underarter finns listade i Catalogue of Life.